# Kenta Tanno
Kenta Tanno (丹野 研太 Tanno Kenta?), född 30 augusti 1986 i Miyagi prefektur, är en japansk fotbollsspelare.
Tanno började sin karriär 2005 i Cerezo Osaka. 2007 blev han utlånad till V-Varen Nagasaki. 2011–2013 blev han utlånad till Oita Trinita. 2020 flyttade han till Kawasaki Frontale. Med Cerezo Osaka vann han japanska ligacupen 2017 och japanska cupen 2017.